# Orhan Osmanoğlu
Orhan Osmanoğlu (11 de julio de 1909 - 12 de marzo de 1994) fue el 42.º jefe de la dinastía otomana. Nació en Serencebey, era hijo del Príncipe Mehmed Abdülkadir (1878-1944) y de Mihriban Hanim (1890-1956). El príncipe Mehmed Orhan fue nieto de Abdul Hamid II. Él accedió como el jefe de la dinastía otomana el 9 de diciembre de 1983 después de la muerte del Príncipe Ali Vâsib.
El príncipe Mehmed Orhan estuvo casado dos veces y tenía una hija y un hijo.
- Princesa Fatma Necla Germann (n. 1933)
  - Príncipe Erol Germann (n. 1954)
  - Príncipe Osman Cem Germann (n. 1963)
- Mehmed Selim Orhan Matrimonio morganático (n. 1943),
- Şehzade Ali Khan Orhan Efendi [18] Osmanoğlu (nascido no Brasil , 12 de novembro de 1962) – com Anna gomes Pereira: [19]

Le sucedió su hermano: Ertugrul Osman V.
| Predecesor: Ali I Vâsib | 42.º Jefe de la Dinastía Osmanlí 9 de diciembre de 1983-12 de marzo de 1994 | Sucesor: Ertugrul Osman V |

- Datos: Q922847
- Multimedia: Mehmed Orhan Osmanoğlu / Q922847